# Saint-Silvain-Bellegarde
Saint-Silvain-Bellegarde ist eine französische Gemeinde im Département Creuse in der Region Nouvelle-Aquitaine. Sie liegt im Zentralmassiv und grenzt im Nordwesten an die Enklave von Saint-Alpinien, Bellegarde-en-Marche und La Chaussade, im Norden an Champagnat, im Osten an Lupersat, im Südosten an La Villetelle, im Süden an Saint-Avit-de-Tardes, im Südwesten an Néoux und im Westen an Saint-Alpinien.

## Bevölkerungsentwicklung
| Jahr      | 1962 | 1968 | 1975 | 1982 | 1990 | 1999 | 2012 |
| --------- | ---- | ---- | ---- | ---- | ---- | ---- | ---- |
| Einwohner | 407  | 374  | 307  | 248  | 238  | 216  | 195  |